# Aleksandr Lúriya
Aleksandr Románovich Lúriya (Алекса́ндр Рома́нович Лу́рия) (Kazán, 16 de julio de 1902-Moscú, 14 de agosto de 1977), en ocasiones transcrito como Alexander Luria, fue un neuropsicólogo y médico ruso, de origen judío. Discípulo de Lev Vygotsky (1896-1934), fue uno de los fundadores de la neurociencia cognitiva y la neuropsicología. Con la publicación de sus dos obras más importantes, Afasia traumática (1947) y Las funciones corticales superiores del hombre (1962), basadas en su investigación de los casos de heridas cerebrales durante la Segunda Guerra Mundial (1939-1945), se puso a la cabeza de la neuropsicología mundial.
KRK Ediciones (de España) ha publicado dos libros en los que el neuropsicólogo relata dos interesantes casos clínicos:
Pequeño libro de una gran memoria. La mente de un mnemonista y
Mundo perdido y recuperado. Historia de una lesión.

## Neuropsicología
La neuropsicología ―nueva rama de la neurología y de la psicología― nació gracias a los éxitos de la neurocirugía y a la necesidad, surgida a resultas de estos éxitos, de un diagnóstico lo más preciso posible de las lesiones locales del cerebro.

## Revisión de conceptos

### Función
Respecto del proceso de manipulación de objetos, que puede ejecutarse mediante diferentes secuencias de impulsos motores, o el proceso de escribir, que puede hacerse con una mano o con la otra, Lúriya expresa que “aunque esta estructura «sistémica» es característica de sistemas conductuales relativamente simples, es mucho más característica de formas más complejas de actividad mental. Naturalmente, todos los procesos mentales tales como percepción y memorización, gnosis y praxis, lenguaje y pensamiento, escritura, lectura y aritmética, no pueden ser considerados como «facultades» aisladas ni tampoco indivisibles, que se pueden suponer «función» directa de limitados grupos de células o estar «localizadas» en áreas particulares del cerebro”.

### Localización
Respecto a la localización, Lúriya expresa que los “sistemas funcionales complejos no pueden localizarse en zonas restringidas del córtex o en grupos celulares aislados, sino que deben estar organizados en sistemas de zonas que trabajan concertadamente, cada una de las cuales ejerce su papel dentro del sistema funcional complejo, y que pueden estar situadas en áreas completamente diferentes, y, a menudo, muy distantes en el cerebro”.
“La segunda característica propia de la «localización» de los procesos superiores del córtex humano es que nunca permanece constante o estática, sino que cambia esencialmente durante el desarrollo del niño y en los subsiguientes periodos de aprendizaje. Esta proposición que a primera vista podría parecer extraña, de hecho es bastante natural. El desarrollo de cualquier tipo de actividad consciente compleja al principio se va extendiendo y requiere un cierto número de dispositivos externos para ello y hasta más tarde no se va condensando gradualmente y se convierte en una habilidad motora automática”.
“Todo lo que se ha dicho sobre la estructura sistémica de los procesos psicológicos superiores obliga a una revisión radical de las ideas clásicas sobre su «localización» en el córtex cerebral. Por consiguiente, nuestra misión no es «localizar» los procesos psicológicos superiores del hombre en áreas limitadas del córtex, sino averiguar, mediante un cuidadoso análisis, qué grupos de zonas de trabajo concertado del cerebro son responsables de la ejecución de la actividad mental compleja; qué contribución aporta cada una de estas zonas al sistema funcional complejo; y cómo cambia la relación entre estas partes de trabajo concertado del cerebro en la realización de la actividad mental compleja en las distintas etapas de su desarrollo”.

### Síntoma
En cuanto a la importancia de la detección de los síntomas producidos por lesiones cerebrales, Lúriya explica que “si la actividad mental es un sistema funcional complejo, que supone la participación de un grupo de áreas del córtex que trabajan concertadamente (y algunas veces, áreas del cerebro muy distantes), una lesión de cada una de estas zonas o áreas puede conducir a la desintegración de todo el sistema funcional, y de este modo el síntoma o pérdida de una función particular no nos dice nada sobre su «localización»”.
“Para poder progresar desde el establecimiento del síntoma (pérdida de una función dada) hasta la localización de la actividad mental correspondiente, queda aún mucho camino por hacer. Su parte más importante es el detallado análisis psicológico de la estructura de la enfermedad y la elucidación de las causas inmediatas del colapso del sistema funcional, o, en otras palabras, una cualificación detallada del sistema observado”.

## Las tres principales unidades funcionales
Lúriya describe toda actividad mental con base en tres unidades funcionales del cerebro:
- Unidad para regular el sueño y la vigilia.
- Unidad para obtener, procesar y almacenar información que llega del mundo exterior.
- Unidad para programar, regular y verificar la propia actividad mental.

Destaca que cada una de estas unidades es de estructura jerárquica y consiste en tres zonas corticales, una sobre la otra:
- El área primaria (de proyección), que recibe impulsos de la periferia o los manda a ella;
- El área secundaria (de proyección-asociación), donde se procesa la información recibida;
- El área terciaria (zonas de superposición), el último sistema en desarrollarse en los hemisferios cerebrales, responsable en el ser humano de las más complejas formas de actividad mental, que requieren la participación concertada de muchas áreas corticales.[cita requerida]